# Naissance de la République italienne
Vous lisez un « bon article » labellisé en 2013.
La naissance de la République italienne marque la fin du royaume d'Italie et constitue un événement majeur dans l'histoire contemporaine du pays.
Au XIXe siècle, la maison de Savoie joue un rôle important dans l'unification italienne. Au XXe siècle, elle laisse cependant le parti fasciste de Mussolini imposer sa dictature et jeter le pays dans la Seconde Guerre mondiale, ce qui ravive les idées républicaines. La République italienne est fondée sur les résultats du référendum institutionnel du 2 juin 1946. Toutefois, une controverse sur l'organisation et le dépouillement du référendum accompagne cet événement.
L'élection d'une assemblée constituante, concomitamment au référendum sur la question institutionnelle, fait émerger un nouvel échiquier politique : un bloc de gauche dominé par le parti socialiste et le parti communiste réunit dix millions d'électeurs ; les partis de droite, libéraux, monarchistes et populistes rassemblent sur leurs idées quatre millions d'électeurs et, en position centrale, la démocratie chrétienne mobilise huit millions d'électeurs. Le Conseil des ministres italien désigne alors, dans la nuit du 12 au 13 juin 1946, le démocrate-chrétien Alcide De Gasperi comme chef du gouvernement provisoire, bien que les résultats de la consultation ne soient pas encore définitifs. Le dernier roi d'Italie, Humbert II, quitte le pays le 13 juin 1946. La transition se déroule de façon pacifique, malgré quelques violences locales et un climat de forte tension.
Le nouvel État républicain se met en place sous l'impulsion des gouvernements successifs animés par Alcide De Gasperi. À leur gauche, le bureau central du parti communiste italien et son secrétaire général, Palmiro Togliatti, choisissent d'inscrire leur combat politique dans le respect de la légalité, facilitant le démarrage des nouvelles institutions. À sa première session, le 28 juin 1946, l'Assemblée constituante italienne élit au premier tour Enrico De Nicola nouveau chef de l'État provisoire. Celui-ci prend le titre de président de la République italienne à partir du 1er janvier 1948, avec l'entrée en vigueur de la nouvelle constitution de la République italienne, élaborée en dix-huit mois.

## Préludes à la naissance de la République

### Idée républicaine en Italie

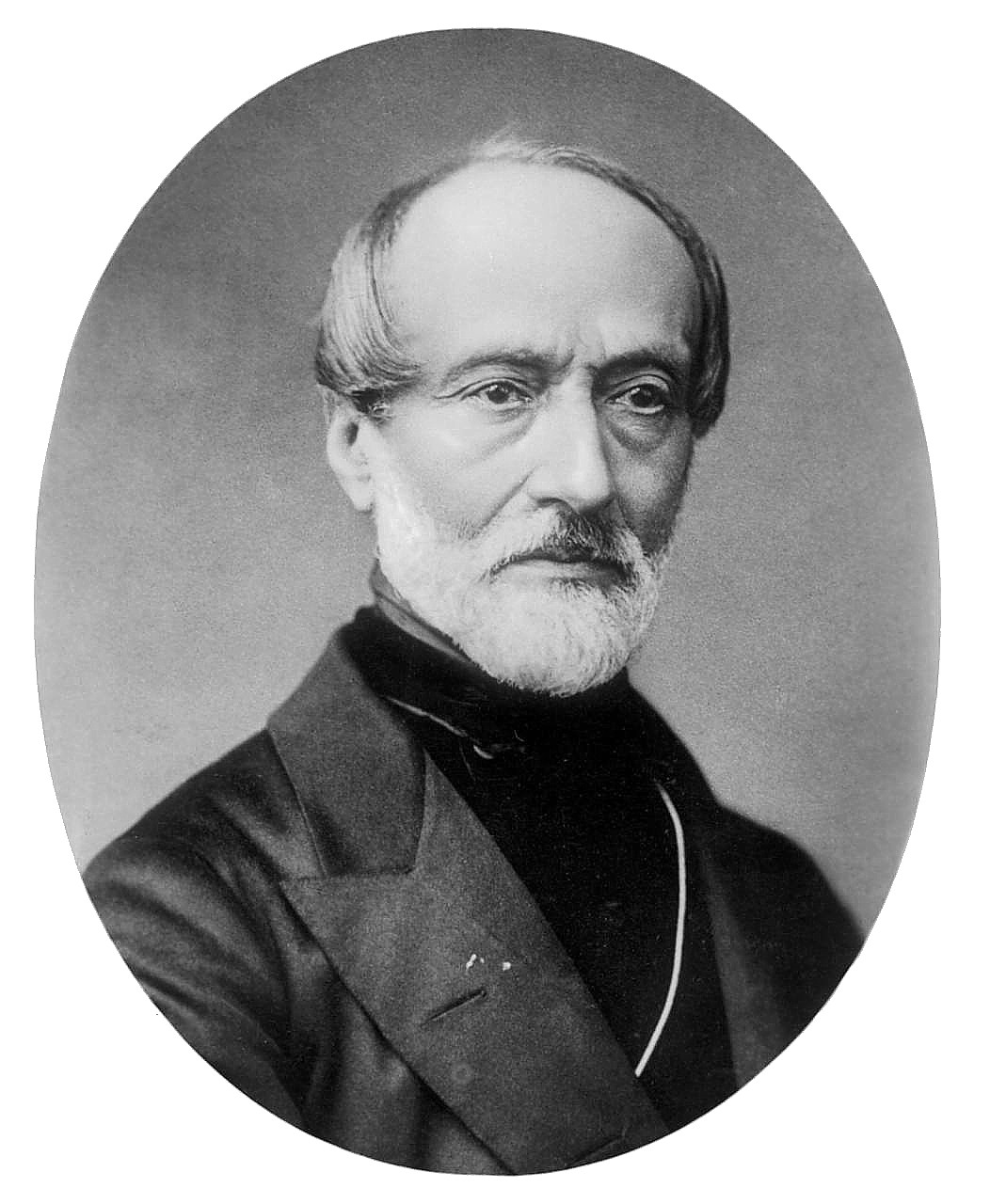
Giuseppe Mazzini.

L'histoire de la péninsule italienne est riche en périodes de gouvernements dits « républicains ». La République romaine antique a ainsi marqué l'histoire. De Cicéron à Machiavel, les philosophes italiens ont imaginé les bases de la science politique et du républicanisme. Mais au XIXe siècle, c'est Giuseppe Mazzini qui relance l'idée républicaine en Italie.
En juillet 1831, en exil à Marseille, Giuseppe Mazzini, fonde le mouvement Giovine Italia, qui a à la fois pour objectif de transformer l'Italie en une république démocratique unifiée, selon les principes de la liberté, de l'indépendance et de l'unité, mais aussi d'en chasser les régimes monarchiques préexistant à l'unification, y compris le royaume de Sardaigne. La fondation de Giovine Italia constitue un moment-clé du Risorgimento italien et ce programme républicain précède dans le temps les propositions pour l'unification de l'Italie d'un Vincenzo Gioberti, visant à réunir ce territoire sous la présidence du pape, ou du piémontais Cesare Balbo. Par la suite, le philosophe milanais Carlo Cattaneo devient le promoteur d'une Italie laïque et républicaine dans le prolongement des idées d'un Mazzini, mais organisée en république fédérale.
Les projets politiques de Mazzini et Cattaneo sont contrecarrés par l'action du Premier ministre piémontais Camillo Benso, comte de Cavour, et de Giuseppe Garibaldi. Ce dernier met entre parenthèses ses idées républicaines pour privilégier l'unité italienne. Après avoir réalisé la conquête de presque toute l'Italie du Sud lors de l'expédition des Mille, Garibaldi apporte les territoires ralliés au roi de Sardaigne Victor-Emmanuel II, après un plébiscite. Ceci lui vaut de lourdes critiques de nombre de républicains qui l'accusent de trahison. Tandis que commence une laborieuse unification administrative, un premier parlement italien est élu et, le 17 mars 1861, Victor-Emmanuel II est proclamé roi d'Italie.
De 1861 à 1946, l'Italie est une monarchie constitutionnelle fondée sur le Statut albertin, du nom de Charles-Albert de Sardaigne, le roi qui le promulgua, en 1848, pour ses sujets du royaume de Sardaigne. La Couronne est héréditaire. Le parlement comprend un Sénat, dont les membres sont désignés par le roi et une Chambre des députés, élue au suffrage censitaire. 2 % seulement des Italiens possèdent le droit de vote en 1861. Une frange républicaine (mais aussi anarchiste) subsiste, se manifeste ponctuellement et a rapidement ses martyrs, notamment le militaire Pietro Barsanti, fusillé le 27 août 1870 pour avoir refusé de réprimer une émeute.

### Statut albertin et Italie libérale

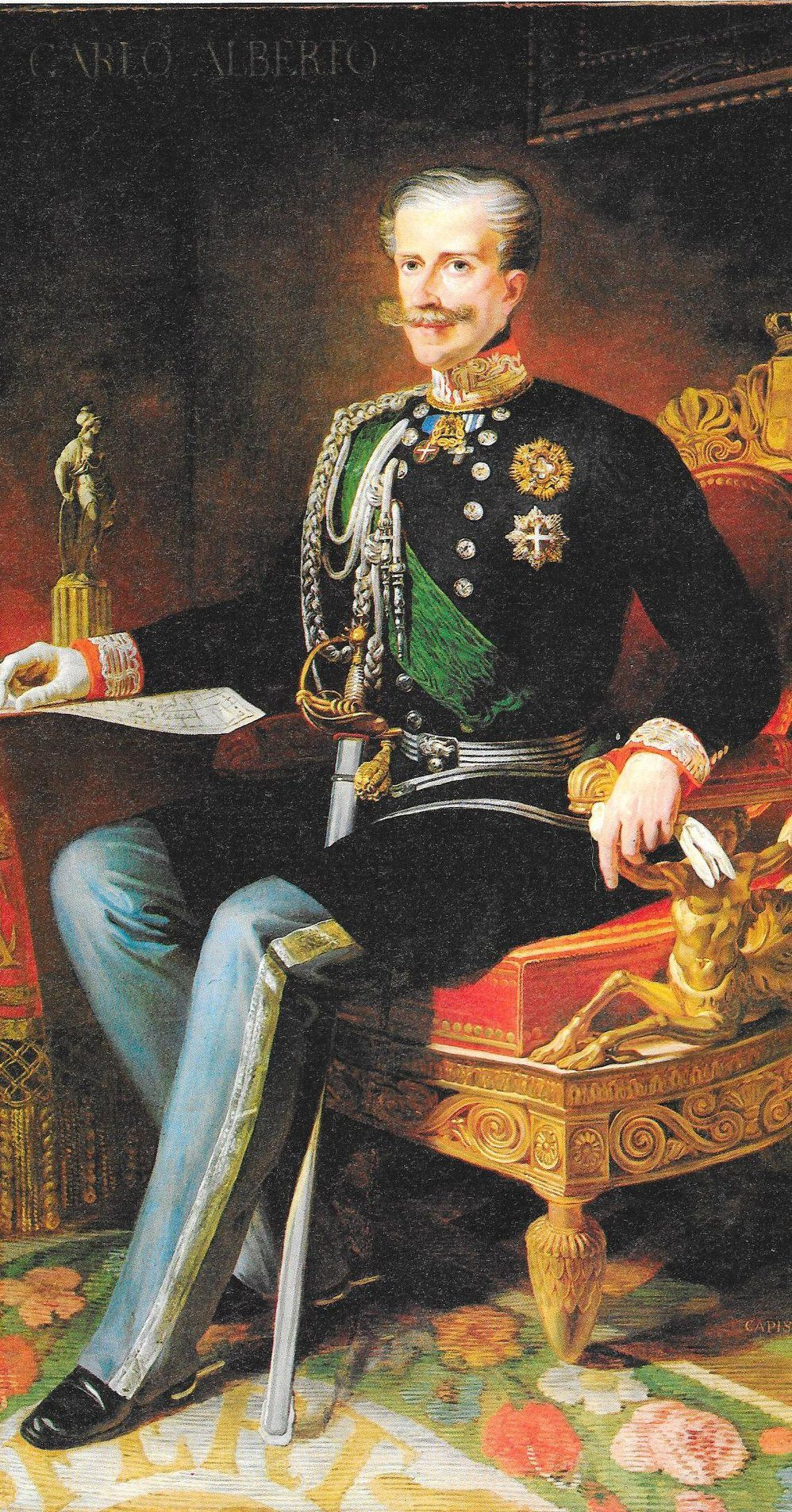
Charles-Albert de Savoie.

L'équilibre des pouvoirs entre la Chambre et le Sénat a d'abord basculé en faveur du Sénat, constitué essentiellement de nobles et de personnalités issues de l'industrie. Peu à peu, la Chambre des députés prend plus d'importance avec l'évolution de la bourgeoisie et des grands propriétaires, soucieux de progrès économique, mais partisans de l'ordre et d'un certain conservatisme social.
Les républicains, qui, en 1853, forment, autour de Mazzini, le parti d'action (il Partito d'Azione), participent aux élections du Parlement italien. Bien qu'étant en exil, Mazzini est élu en 1866, mais il refuse de siéger. Carlo Cattaneo est élu député en 1860 et en 1867, mais il refuse également cette charge afin de ne pas avoir à jurer fidélité aux Savoie. En 1869, il finit par céder sous la pression de ses amis, puis renonce au dernier moment. Le problème du serment de fidélité à la monarchie, nécessaire pour être élu, est un sujet de controverses au sein des forces républicaines. En 1873, Felice Cavallotti, un des hommes politiques italiens les plus engagés contre la monarchie, fait précéder son serment d'une déclaration réaffirmant ses convictions républicaines. En 1882, la loi électorale abaisse le cens et fait passer le nombre d'électeurs à plus de deux millions, soit 7 % de la population. La même année est créé le parti ouvrier italien, qui devient en 1895 le parti socialiste italien. En 1895, les républicains purs et durs acceptent de participer à la vie politique du Royaume, formant le parti républicain italien. Deux ans plus tard, l'extrême gauche obtient son plus haut niveau historique au Parlement avec 81 députés, pour les trois composantes radical-démocratique, socialiste et républicaine. Avec la mort de Felice Cavallotti en 1898, la gauche radicale renonce à mettre en avant le problème institutionnel.
Dans l'échiquier politique italien, le parti socialiste se partage progressivement en deux tendances : l'une maximaliste, animée entre autres par Arturo Labriola et Enrico Ferri, préconise le recours à la grève ; l'autre, réformiste et pro-gouvernementale, est dirigée par Filippo Turati. Un mouvement nationaliste émerge, conduit notamment par Enrico Corradini, ainsi qu'un mouvement catholique social et démocratique, la Ligue démocratique nationale, animée par Romolo Murri. Le pape Pie X autorise en 1904 les catholiques à participer à titre individuel à la vie politique, mais condamne en 1909 la Ligue démocratique nationale créée par Romolo Murri, qui est excommunié. Enfin, une loi du 3 juin 1912 marque l'évolution de l'Italie vers un certain libéralisme politique en instaurant le suffrage universel masculin. En 1914, lors du déclenchement de la Première Guerre mondiale, l'Italie peut être comptée parmi les démocraties libérales.

### Fascisme

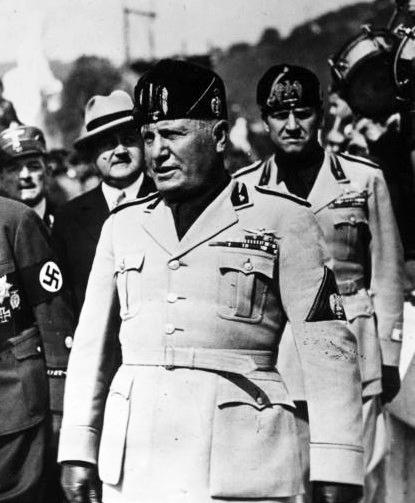
Le dictateur Benito Mussolini.

Après la Première Guerre mondiale, la vie politique italienne est animée par quatre grands mouvements. Deux de ces mouvements sont favorables à une évolution démocratique dans le cadre des instituions existantes :  les socialistes réformistes et le parti populaire italien (résurgence en 1918 d'un mouvement catholique, social et démocratique, précurseur de la démocratie chrétienne). Deux autres mouvements remettent en cause ces institutions : le parti républicain d'une part, et les socialistes maximalistes (enthousiasmés par l'arrivée au pouvoir des bolcheviks en Russie). Lors des élections de 1919, les partis les plus imprégnés de l'idéologie républicaine (les socialistes maximalistes et le parti républicain) remportent, au sein de la Chambre des députés, 165 sièges sur 508. En 1921, après la fondation du parti communiste italien, les trois partis républicains, socialistes maximalistes et communistes réunissent 145 députés sur 535. Globalement, au début de la période de l'entre-deux-guerres, moins de 30 % des élus sont favorables à l'instauration d'un régime républicain. Dans ce contexte, la montée du mouvement fasciste de Mussolini s'appuie sur l'amertume engendrée par la « victoire mutilée », la peur de l'agitation sociale et le refus de l'idéologie révolutionnaire, républicaine, voire marxiste. Le système politique libéral et une partie de l'aristocratie choisissent d'ériger le fascisme comme un rempart.
En octobre 1922, la nomination, par le roi Victor-Emmanuel III, de Benito Mussolini en tant que président du Conseil, à la suite de la Marche sur Rome, ouvre la voie à l'établissement de la dictature. Le Statut albertin est progressivement vidé de son contenu. Le Parlement est soumis à la volonté du nouveau gouvernement. L'opposition légale se désunit. Les catholiques populaires hésitent. Le 27 juin 1924, 127 députés quittent le Parlement et se retirent sur l'Aventin, une manœuvre maladroite qui laisse, de fait, le champ libre aux fascistes. Ceux-ci disposent pour deux décennies du sort de l'Italie.
Non seulement Victor-Emmanuel III fait appel à Mussolini pour former le gouvernement en 1922 et le laisse procéder à la domestication du Parlement, mais il ne tire pas non plus les conséquences de l'assassinat de Giacomo Matteotti en 1924. Il accepte le titre d'empereur en 1936 à l'issue de la guerre d'Éthiopie, puis l'alliance avec l'Allemagne nazie et l'entrée en guerre le 10 juin 1940.

### Partis antifascistes en Italie et à l'étranger

Drapeau d'une organisation antifasciste.

Avec la mise en place des lois fascistissimes (arrêté royal du 6 novembre 1926), tous les partis politiques opérant sur le territoire italien sont dissous, à l'exception du parti national fasciste. Certains de ces partis se déplacent et se reconstituent à l'étranger, principalement en France. Une coalition antifasciste se forme ainsi, le 29 mars 1927, à Paris. Il s'agit de la « Concentration antifasciste », réunissant le PRI (parti républicain italien), le PSI (parti socialiste italien), le PSULI (Partito Socialista Unitario dei Lavoratori Italiani, ou parti socialiste unitaire des travailleurs italiens, nom pris par les socialistes réformistes de Turati), la Ligue italienne des droits de l'homme et la représentation à l'étranger de la CGIL (Confédération générale italienne du travail). Quelques mouvements restent en dehors, dont le parti communiste italien, le mouvement des catholiques populaires et d'autres mouvements libéraux. Cette coalition éclate le 5 mai 1934 et, en août de la même année, le pacte d'unité d'action entre le parti socialiste et le parti communiste italiens constitue une nouvelle tentative de rassemblement.
Pendant ce temps, en Italie, des noyaux clandestins antifascistes se créent, en particulier à Milan avec Ferruccio Parri et à Florence avec Riccardo Bauer. Sous l'impulsion de ces groupes, le parti d'action, ancien parti de Mazzini, se reconstitue,. En fin d'année 1942, début d'année 1943, Alcide De Gasperi écrit Le idee ricostruttive della Democrazia Cristiana, qui pose les bases de son futur parti catholique, la Démocratie chrétienne. Il regroupe autour de lui des anciens du Parti populaire italien de Luigi Sturzo et des jeunes d'associations catholiques, notamment de la Fédération universitaire.

### Crise institutionnelle (1943-1944)
Le 10 juillet 1943, les Alliés débarquent en Sicile : c'est l'opération Husky. Le 25 juillet 1943, Victor-Emmanuel III révoque le mandat de Mussolini et le fait arrêter, en confiant le gouvernement au maréchal Pietro Badoglio. Le nouveau gouvernement prend contact avec les Alliés pour parvenir à un armistice. Lors de l'annonce de l'armistice de Cassibile, le 8 septembre 1943, les Allemands réagissent en mettant sous leur contrôle toute la partie du territoire italien échappant encore à l'avance alliée et en désarmant l'armée italienne. Victor-Emmanuel III et le gouvernement de Badoglio s'enfuient de Rome et gagnent Brindisi, en Italie du Sud. La guerre continue, mais elle s'accompagne également d'une guerre civile, avec la création par Mussolini de la République sociale italienne, fortement dépendante des Allemands, et la division de la péninsule en deux territoires antagonistes, l'un occupé par les forces alliées, l'autre par l'Allemagne. Dans ces circonstances dramatiques, l'administration civile doit céder le pas à une administration militaire et policière dans les deux territoires. Pour autant, les partis existant avant le fascisme se reconstituent, au côté de formations nouvelles.

Drapeau du Comité de libération nationale (1943–1945).

Au nord, le 9 septembre 1943, un Comité de libération nationale (CLN), réunissant les partis et les mouvements opposés au fascisme et à l'occupation allemande, est créé à Rome (toujours occupée). Il est composé de représentants du parti communiste italien, de membres du parti d'action, de démocrates-chrétiens, de libéraux, de socialistes et de démocrates-progressistes. Le CLN donne la priorité à la lutte, repoussant après la victoire la question des institutions italiennes, mais il fait de l'abdication du roi en faveur de son fils un préalable à la mise en place d‘un gouvernement antifasciste. La guerre de libération patriotique menée par le CLN est aussi, pour une partie significative de ses partisans, une guerre de libération sociale, une guerre contre une élite collaborationniste. Pour autant, les Américains et les Britanniques, soucieux de préparer l'après-guerre, facilitent l'entrée en territoire occupé par les Allemands de militants démocrates et républicains italiens susceptibles de contrebalancer l'influence communiste au sein de la direction du CLN. C'est le cas par exemple de Leo Valiani, futur membre du triumvirat responsable de l'insurrection en Piémont et en Lombardie.

### Trêve institutionnelle

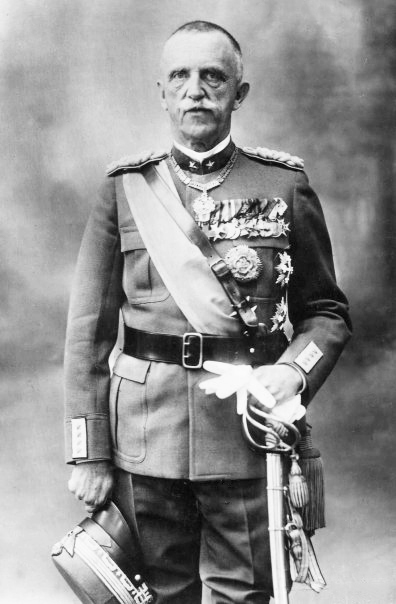
Le roi Victor-Emmanuel III d'Italie.

Le 31 mars 1944, à Salerne, Palmiro Togliatti, secrétaire général du Parti communiste italien, appelle à la formation d'un gouvernement d'unité nationale et ne pose plus en préalable l'abdication du roi. Ce virage politique, ouvrant la porte aux monarchistes, serait la conséquence d'un entretien, début mars, entre Togliatti et Staline à Moscou, les Soviétiques ayant besoin de fronts militaires plus actifs à l'Ouest pour soulager l'Armée rouge. Cette déclaration pousse les partis du CLN à se rallier à un compromis élaboré par Enrico De Nicola, président de la Chambre des députés jusqu'en 1924, Benedetto Croce du parti libéral, et l'entourage du roi. Comme prévu dans cet accord, dès la libération de Rome, le 4 juin 1944, Victor-Emmanuel III proclame son fils Humbert lieutenant général du royaume, et les partis reprennent en main le jeu politique, même si la guerre continue, le front se stabilisant sur la ligne gothique jusqu'en avril 1945.
De juin 1944 au 1er décembre 1946, trois gouvernements provisoires de coalition se succèdent. Le premier est animé par Ivanoe Bonomi, du Parti socialiste italien. Son cabinet comprend les libéraux antifascistes Carlo Sforza et Benedetto Croce, ainsi que Palmiro Togliatti. Bien que temporairement mise de côté, la question des institutions italiennes reste l'une des principales questions politiques ouvertes. La plupart des forces soutenant le CLN sont ouvertement républicaines et considèrent que la monarchie, surtout Victor-Emmanuel III, a une responsabilité dans la réussite du mouvement fasciste. L'accord final entre les partis est d'appeler à la fin de la guerre et dès que les conditions rendront des élections possibles, à un référendum et à la formation d'une assemblée constituante. D'ici là, le 31 janvier 1945, le Conseil des ministres, présidé par Ivanoe Bonomi, émet un décret reconnaissant le droit de vote des femmes.
Aux gouvernements Bonomi (II puis III) succède le gouvernement Parri en juin 1945, puis le gouvernement De Gasperi en décembre 1945. La question de la forme future de l'État, monarchie ou république, absorbe les esprits des milieux politiques. Une majorité des militants démocrates-chrétiens, et en particulier les jeunes, se détache de plus en plus nettement de la monarchie. Au cours de réunions locales de dirigeants de ce parti, à Rome et à Milan, des motions sont présentées tendant à le faire se prononcer pour une république démocratique. Le bureau politique central s'emploie à refréner ces impatiences et à garder une position médiane.

## Organisation du référendum institutionnel et résultats

### Organisation
La mise en œuvre de l'accord sur un référendum institutionnel doit attendre que la situation intérieure italienne se clarifie. Le 16 mars 1946, le prince Humbert décrète, comme prévu en 1944, que la question de la forme institutionnelle de l'État va être tranchée par un référendum organisé simultanément avec l'élection d'une assemblée constituante. La date est fixée au 2 juin 1946. Socialistes et communistes tentent d'imposer un renforcement des pouvoirs de la Constituante, mais De Gasperi refuse. Enfin, le vote est rendu obligatoire, sachant que la sanction consiste en l'affichage public des absentéistes. La Cour de cassation est chargée d'examiner les recours. Son rôle doit se borner au constat du déroulement des opérations électorales, et à la consolidation des bordereaux émis par les bureaux centralisant les votes dans chaque circonscription. Le dépouillement des bulletins des candidats à la députation doit précéder celui du référendum. Si la monarchie l'emporte, c'est la Constituante qui doit choisir le chef de l'Etat.

### Abdication et départ du roi Victor-Emmanuel III

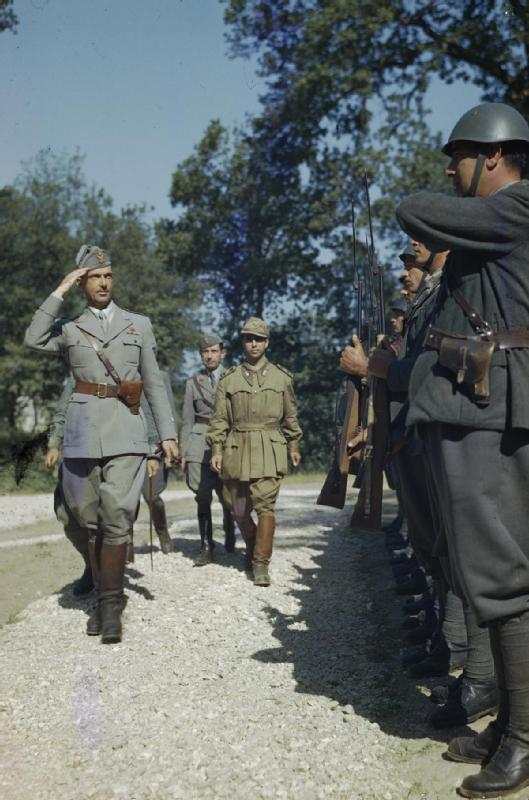
Le prince Humbert d'Italie en mai 1944, deux ans avant son accession au trône

Comme souhaité par les Alliés pour vérifier qu'un vote peut se dérouler dans ce pays déchiré il y a quelques mois à peine par une guerre civile, des élections municipales et provinciales partielles se déroulent en mars-avril 1946 dans la moitié des communes et des provinces italiennes. Ces élections, qui concernent plutôt des villes de gauche, font ressortir trois partis, avec un net avantage pour la démocratie chrétienne, menée par De Gasperi, qui dépasse en suffrages exprimés la somme de ceux exprimés pour le parti communiste et le parti socialiste italiens. Les monarchistes, déjà donnés battus au référendum, sont encore plus découragés après ces élections locales.
Mais un événement politique change la donne en cours de campagne. Un mois avant le référendum, Victor-Emmanuel III abdique en faveur de son fils Humbert, qui est proclamé roi et prend le nom d'Humbert II. L'acte d'abdication, rédigé en privé, est daté du 9 mai 1946. Cette abdication a été souhaitée par les monarchistes, le prince héritier étant moins compromis que son père dans l'accession au pouvoir de Mussolini et la cohabitation avec les forces fascistes. Il est possible que le commandement des forces alliées présentes ait également encouragé le souverain à abdiquer en faveur de son fils. L'ancien roi quitte immédiatement son royaume pour Alexandrie, en Égypte. Humbert II confirme sa promesse de respecter la décision populaire concernant la constitution. Les représentants des partis en faveur de la République protestent, faisant valoir que la prise en charge des pouvoirs royaux par le lieutenant général entre en conflit avec un article du décret législatif du 16 mars 1946 prévoyant une stabilité des institutions avant la proclamation des résultats. De leur côté, les monarchistes reprennent espoir. Humbert II parcourt l'Italie durant le mois de mai. Un rapprochement s'ébauche avec les fascistes, avec la promesse d'une amnistie. Pour les observateurs, l'écart entre républicains et monarchistes se resserre, ce qui fait monter la tension durant la fin de la campagne électorale. Quelques échauffourées éclatent entre militants des deux camps, de plus en plus nerveux.

### Dépouillement

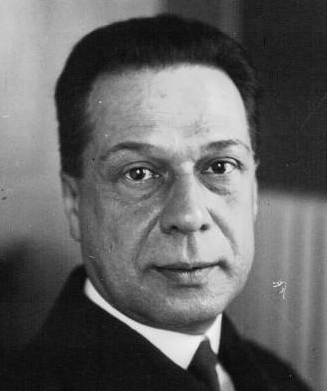
Le procureur de la Cour de cassation Massimo Pilotti, en 1927.

Le vote pour le choix entre monarchie ou république se déroule dans la journée du 2 juin et la matinée du 3 juin 1946. Les bulletins de toute l'Italie et les procès-verbaux des 31 circonscriptions sont transférés à Rome. Les résultats sont prévus le 8 juin. Le 10 juin, des résultats encore provisoires sont annoncés mais les résultats définitifs sont conditionnés à la prise en compte de données manquantes sur quelques bureaux de vote, et à l'examen des nombreux recours. En effet, 21 000 contestations sont émises, dont une grande partie est rapidement éliminée. Pour autant, la période d'incertitude entre la fin du vote et la proclamation définitive des résultats renforce les tensions dans le pays. Dans la ville de Naples, dans les Pouilles, en Calabre et en Sicile, les monarchistes procèdent à des démonstrations de force. Ainsi à Naples, à partir du 7 juin, ils tiennent la rue sans faiblir. Les manifestants défilent en criant : « Vive le royaume des Deux-Siciles ! ». Le 7, un étudiant monarchiste, vite transformé en martyr, est tué.
Une des contestations soumises à la Cour de cassation se révèle particulièrement délicate. Cette contestation porte sur l'établissement de la majorité. Des monarchistes estiment qu'il faut prendre en compte non pas la majorité des votes exprimés, mais « la majorité des votants », comme stipulé dans un article de la loi électorale passé inaperçu. Le procureur de la Cour de cassation, Massimo Pilotti, juge recevable cette contestation qui peut faire perdre aux votes républicains la majorité absolue. Dans son réquisitoire, Pilotti estime que l'esprit et la lettre des décrets ainsi que la jurisprudence prévoient le décompte des votants, sans exclure les votes blancs ou nuls. Mais la Cour lui donne tort, s'exprimant à 12 contre 7,. D'une part, elle considère que le vote, comme acte juridique, manifeste une volonté et que le vote blanc ou nul peut être assimilé à l'absence de manifestation de volonté. D'autre part, elle identifie un autre décret précisant que seuls les votes « validement exprimés » sont à retenir. Enfin, elle rappelle qu'il n'est nulle part fait mention de la nécessité d'une majorité absolue.
Les résultats définitifs sont proclamés le 18 juin 1946. D'après ces résultats, 24 947 187 personnes ont participé au vote, soit 89 % du corps électoral. Les résultats officiels du référendum comptabilisent 12 718 641 votes pour la république, soit 54,3 % des voix exprimées, et 10 718 502 votes pour la monarchie, soit 45,7 %. 1 498 136 bulletins ont été annulés. L'analyse des données par région montre une Italie pratiquement divisée en deux : la République l'emporte dans le Nord avec 66,2 % des voix exprimées, et la monarchie au Sud avec 63,8 % des voix.
Toutefois, certains électeurs n'ont pu voter. Avant la clôture de la liste électorale en avril 1945, ils étaient encore en dehors du territoire national, dans des camps de détention ou d'internement à l'étranger. Les citoyens des provinces de Bolzano, Gorizia, Trieste, Pola, Fiume et Zara se trouvant sur un territoire non administré par le gouvernement italien, ou objet de discorde internationale, ont également été exclus du vote. Ces provinces, cependant, sont toutes situées dans le nord du pays, zone où le vote républicain a récolté une assez large majorité.

### Détails des résultats du référendum

Résultat du référendum par circonscription.

Résultats par circonscription :
| Circonscription | République | Monarchie  |
| --------------- | ---------- | ---------- |
| Vallée d'Aoste  | 28 516     | 16 411     |
| Turin           | 803 191    | 537 693    |
| Coni            | 412 666    | 381 977    |
| Gênes           | 633 821    | 284 116    |
| Milan           | 1 152 832  | 542 141    |
| Côme            | 422 557    | 241 924    |
| Brescia         | 404 719    | 346 995    |
| Mantoue         | 304 472    | 148 688    |
| Trente          | 192 123    | 33 903     |
| Vérone          | 648 137    | 504 405    |
| Venise          | 403 424    | 252 346    |
| Udine           | 339 858    | 199 019    |
| Bologne         | 880 463    | 213 861    |
| Parme           | 646 214    | 241 663    |
| Florence        | 487 039    | 193 414    |
| Pise            | 456 005    | 194 299    |
| Sienne          | 338 039    | 119 779    |
| Ancône          | 499 566    | 212 925    |
| Pérouse         | 336 641    | 168 103    |
| Rome            | 711 260    | 740 546    |
| L'Aquila        | 286 291    | 325 701    |
| Bénévent        | 103 900    | 241 768    |
| Naples          | 241 973    | 903 651    |
| Salerne         | 153 978    | 414 521    |
| Bari            | 320 405    | 511 596    |
| Lecce           | 147 376    | 449 253    |
| Potenza         | 108 289    | 158 345    |
| Catanzaro       | 338 959    | 514 344    |
| Catane          | 329 874    | 708 874    |
| Palerme         | 379 831    | 594 686    |
| Cagliari        | 206 192    | 321 555    |
| Total           | 12 718 641 | 10 718 502 |

### Provinces exclues du vote
Seulement 556 députés sur 573 sont élus, en l'absence de certaines provinces.
| Province                 | Population |
| ------------------------ | ---------- |
| Zara                     | 25 000     |
| Vénétie julienne-Trieste | 1 300 000  |
| Bolzano                  | 300 000    |

### Résultats de l'élection de l'Assemblée constituante
La répartition des votes est la suivante :
| Parti                        | Pourcentage de votes | Nombre de sièges |
| ---------------------------- | -------------------- | ---------------- |
| Démocratie chrétienne        | 37,2 %               | 207              |
| Parti socialiste             | 20,7 %               | 115              |
| Parti communiste             | 18,7 %               | 104              |
| Union démocratique nationale | 7,4 %                | 41               |
| Fronte dell'Uomo Qualunque   | 5,4 %                | 30               |
| Parti républicain            | 4,1 %                | 23               |
| Bloc national de la liberté  | 2,9 %                | 16               |
| Parti d'action               | 1,3 %                | 7                |
| Divers                       | 2,3 %                | 13               |

### Analyse des résultats du vote
À première vue, le référendum semble partager l'Italie en deux, entre Nord et Sud. Les circonscriptions situées au nord de Rome donnent la majorité à la république. Le Sud choisit la monarchie. La circonscription de Rome est très partagée et donne une légère majorité au choix du régime monarchique. Le choix républicain tourne au plébiscite, avec plus de 80 % des suffrages exprimés dans la circonscription de Bologne, et plus encore dans celle de Trente. À l'inverse, dans le Sud, le choix de la monarchie frôle les 80 % dans la circonscription de Naples. Mais, dans les autres régions, le vote est quelquefois aux deux tiers/un tiers ou très partagé. Il n'y a pas une coupure totale mais une interférence entre les deux choix possibles, qui ont pu s'exprimer partout.
L'occupation du Nord par l'armée allemande et la période de guerre civile, avec les derniers soubresauts du mouvement fasciste, ont sans doute favorisé un accroissement de l'importance des partis socialistes et communistes dans cette région. Durant ces années noires, les populations concernées ont placé une partie de leurs espérances dans des rêves de révolution, ou tout au moins de changement. Le Sud, ou Mezzogiorno, n'ayant pas connu cette situation et ayant accueilli Victor-Emmanuel III et son gouvernement, s'est peut-être montré plus méfiant envers ces partis et a ménagé une certaine continuité au régime monarchique, préférant la continuité au « saut dans l'inconnu ». Le clientélisme qui prévalait dans le Sud a pu également favoriser un vote conservateur. L'influence de l'Église catholique ou de la presse catholique est citée également par certains analystes. D'autres auteurs ont mis en avant des facteurs plus structurels, telles que les différences d'organisations familiales ou de production par région. Ainsi Carlo Bacetti a mis en parallèle, en Toscane, l'importance du métayage (mezzadria) dans l'organisation du travail de la terre, et le poids du Parti communiste dans cette région.

## Conséquences du référendum

### Lecture des premiers résultats et événements de Naples
Le 10 juin, à 18 h, dans la salle de la Louve du palais Montecitorio à Rome, la Cour de cassation donne une lecture de résultats partiels du référendum, renvoyant la proclamation définitive des résultats au 18 juin, après décisions sur les contestations, les protestations et les plaintes. Dans le même temps, des manifestations républicaines ont lieu dans de nombreuses villes. Le journal milanais, Corriere della Sera, du mardi 11 juin, titre : « La République italienne est née ». La Stampa, quotidien turinois, déclare plus sobrement : « Le gouvernement sanctionne la victoire des républicains », et complète son propos en s'interrogeant : « la question est de savoir si oui ou non la république a été proclamée ».
À Naples, une ville à la population largement favorable à la monarchie, un drame se produit dès le 11 juin. Un cortège de partisans de la monarchie s'avance vers les bâtiments de la municipalité puis change d'objectif et se dirige vers le siège du parti communiste italien. La foule y aperçoit un drapeau rouge, mais aussi un drapeau tricolore d'où le blason royal a été découpé. Malgré la présence de blindés, les manifestants tentent de prendre d'assaut les locaux. Des coups de feu sont échangés. Selon le rapport du préfet, les manifestants tirent les premiers. Quoi qu'il en soit, la réplique est meurtrière, avec des tirs de mitrailleuses. On dénombre neuf morts parmi les manifestants et un grand nombre de blessés. Le calme ne revient dans la ville que le 13 juin.

### Mise en place anticipée du nouveau régime et départ du roi

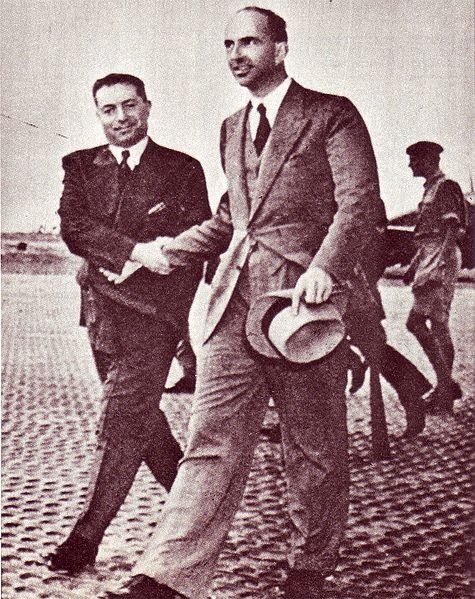
Humbert II quittant l'Italie à Ciampino le 13 juin 1946.

Dans la nuit du 12 juin, le gouvernement est réuni à l'invitation de De Gasperi. Le président du Conseil a reçu une communication écrite du roi, se disant prêt à respecter le verdict du vote des électeurs, mais ajoutant qu'il attend la déclaration finale de la Cour de cassation, ce qui prolonge la période d'incertitude. La lettre et les protestations des monarchistes, comme les événements sanglants de la veille à Naples, ainsi que de nouvelles manifestations annoncées par les monarchistes préoccupent les ministres. Le 13 juin, le Conseil des ministres, prolongeant la réunion commencée la veille, décide que, à la suite de l'annonce des résultats provisoires du 10 juin, les fonctions de chef provisoire de l'État doivent être exercées par le président du Conseil Alcide De Gasperi, sans attendre l'annonce officielle définitive par la Cour de cassation. Le président du Conseil a réuni tous les suffrages des membres du gouvernement, à l'exception du ministre libéral Leone Cattani. Bien que certains membres de son entourage l'incitent à s'opposer à cette décision, le roi, informé, décide de quitter le pays le lendemain, rendant ainsi possible un transfert pacifique des pouvoirs, non sans avoir dénoncé le « geste révolutionnaire » de De Gasperi.

### Proclamation définitive des résultats
Le 18 juin à 18 h, dans la salle de la Louve du palais Montecitorio à Rome, la Cour de cassation procède à la proclamation des résultats du référendum, sans accompagner cette officialisation de réserves comme elle l'avait fait précédemment. Bien des années plus tard, en 1960, le président de cette Cour, Giuseppe Pagano, déclare que la loi établissant l'organisation du référendum était incompatible avec la lenteur du dépouillement et la transmission très inégale des procès-verbaux, ne donnant pas à la Cour le temps de mener à bien toutes les investigations.

### Recomposition de l'échiquier politique italien
Les élections à la Constituante, menées concomitamment au référendum, débouchent sur une recomposition de l'échiquier politique, créant, pour plusieurs décennies, de nouveaux rapports de forces. En tête des suffrages, le parti de la démocratie chrétienne obtient 37,2 %. À gauche, les socialistes obtiennent 20,7 % des suffrages exprimés et les communistes 18,7 %. Trois hommes sont mis en exergue, voyant leur stratégie récompensée par le poids électoral de leur formation : Alcide De Gasperi, qui permet à la démocratie chrétienne d'acquérir le premier rôle, Palmiro Togliatti pour le Parti communiste italien, qui va consolider la position de son parti les années suivantes et passer devant le parti socialiste, et Pietro Nenni pour le Parti socialiste italien, qui cherche à acquérir une place d'arbitre et oscille entre les deux autres. La démocratie chrétienne s'installe dans une position centrale, entre un bloc de droite, fractionné, de quatre millions de voix et le bloc de gauche rassemblant plus de 10 millions de voix,. La position modératrice de ce parti pendant la période de transition et l'ambiguïté qu'il a longtemps maintenue sur le choix institutionnel lui ont été profitables,.
Parmi les perdants, il y a bien entendu les coalitions pro-monarchistes, l'Union démocratique nationale, le Bloc national de la liberté et le Fronte dell'Uomo Qualunque, qui vont se décomposer, les militants ralliant d'autres formations, dont le Parti libéral italien de Benedetto Croce. Mais cette consultation aboutit également à l'écroulement du Parti d'action, ce parti républicain, réformiste et laïc, héritier des idées de Giuseppe Mazzini. Et ceci au moment où le régime que Mazzini appelait de ses vœux se met en place. Une page se tourne dans le paysage politique italien.

### Premiers pas de la République italienne

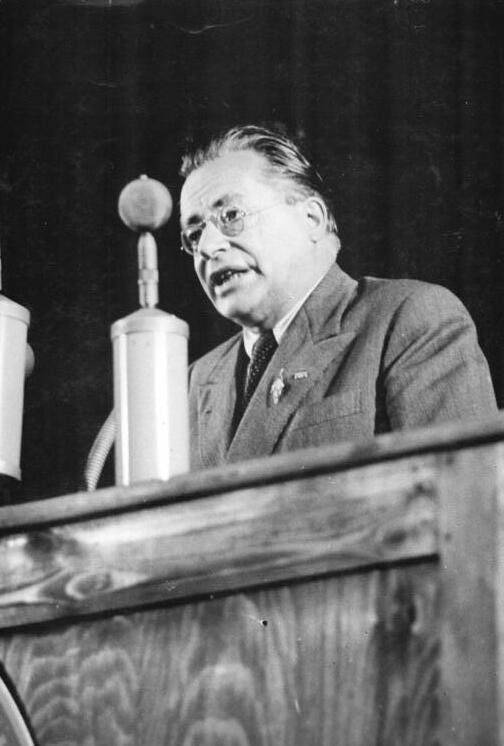
Palmiro Togliatti.

À la première session de l'Assemblée constituante, le 28 juin 1946, Enrico De Nicola est élu chef de l'État provisoire, au premier tour par 396 voix sur 501. Outre ses qualités personnelles, le choix d'un homme né à Naples et longtemps monarchiste, est un signe d'apaisement et d'union vers les populations du Sud de l'Italie, dans cette transition qui s'accélère vers la République. Il n'est que chef de l'État provisoire et non président de la République italienne, puisque cette dernière n'a pas encore de constitution. Le gouvernement de De Gasperi lui remet sa démission. Elle est acceptée formellement avant qu'Enrico De Nicola ne sollicite à nouveau De Gasperi pour former le premier gouvernement de la République italienne.
L'année 1947 est décisive. En février, le traité de Paris est signé. Il s'agit d'un moment douloureux pour les anciens combattants antifascistes qui doivent supporter les conséquences de l'alliance entre le régime fasciste italien et l'Allemagne nazie. Le philosophe et homme politique libéral Benedetto Croce écrit ainsi avec amertume : « Nous Italiens, nous avons perdu la guerre, et nous l'avons perdue tous, y compris ceux qui s'y sont opposés de toutes leurs forces, et même ceux qui ont été persécutés par le régime qui l'avait déclarée, comme ceux qui sont morts en s'opposant à ce régime ». Ce traité règle provisoirement la situation des territoires du nord-est, Trieste, Gorizia, Pola, Fiume et Zara, situés depuis des siècles à la frontière des mondes latin et slave. La zone nord du territoire libre de Trieste n'est pas rattachée à la République bien que majoritairement peuplée d'Italiens et de populations italiennes en provenance de l'Istrie, devenue partie de la Yougoslavie. Ceci provoque l'exode de 250 000 personnes qui fuient, après bien des atrocités entre les communautés. En juin 1947, dans un contexte international marqué par le début de la Guerre froide, le bureau exécutif du parti démocrate-chrétien autorise Alcide De Gasperi à constituer un cabinet sans les communistes et les socialistes de l'aile gauche. C'est la fin d'une union des forces antifascistes et antimonarchistes, et le retour à un jeu politique plus traditionnel. Alcide De Gasperi fait également appel, au sein de son équipe gouvernementale, à des techniciens comme l'économiste Luigi Einaudi.
Le nouveau ministre de l'Intérieur d'Alcide De Gasperi, Mario Scelba, s'emploie à normaliser la gestion administrative et à affirmer son autorité sur la totalité du territoire. Il remplace les derniers préfets nommés par le CLN. Ce faisant, il déclenche une insurrection à Milan, le 28 novembre 1947. Les ex-partisans antifascistes occupent le siège de la préfecture. Les anciens commandants des brigades communistes de la résistance sont tous présents. Les pistolets et les mitraillettes, non rendus aux autorités, réapparaissent. Des barricades isolent le quartier. La CGIL lance une grève générale dans la capitale lombarde. Dans le bureau du préfet, qu'il a investi, le patron local du Parti communiste appelle Mario Scelba, au ministère de l'Intérieur, et s'amuse de la situation : « Maintenant tu as une préfecture en moins », lui dit-il avec bravade. Puis, il joint, toujours triomphant, le secrétaire général du Parti communiste, Palmiro Togliatti : « On tient la préfecture de Milan. » La réponse douche son enthousiasme : « Et qu'est-ce que tu comptes en faire ? » Palmiro Togliatti et le préfet démissionné calment les esprits et arrêtent le mouvement. Dans cette période cruciale où l'État républicain doit s'affirmer, Palmiro Togliatti pèse de tout son poids sur sa base, écartant les aventures et les idées de révolution pour miser sur une conquête légale du pouvoir, dans le cadre des institutions. Son influence est déterminante sur le cours des événements.
De 1946 à 1952, le parti communiste italien organise l'initiative sociale des trains du bonheur, qui verra quelques 70 000 enfants vivant dans le Mezzogiorno devasté trouver des familles d'accueil en Italie du Nord,.
Le 1er janvier 1948, la constitution républicaine, dont le contenu a été débattu au sein de l'Assemblée constituante, entre en vigueur. Elle proclame notamment que « L'Italie est une république démocratique fondée sur le travail » et que « L'entrée et le séjour sur le territoire national sont interdits aux anciens rois de la maison de Savoie, à leurs épouses et à leurs descendants mâles ». Enrico De Nicola prend enfin le titre de président de la République,.